# Laigné-Saint-Gervais
Laigné-Saint-Gervais è un comune francese di 4.260 abitanti situato nel dipartimento della Sarthe nella regione dei Paesi della Loira. È stato istituito il 1 gennaio 2025 dalla fusione dei precedenti comuni di Laigné-en-Belin e Saint-Gervais-en-Belin.